# 四氯合镍(II)酸四甲基铵
四氯合镍(II)酸四甲基铵是一种配位化合物，化学式为[(CH3)4N]2[NiCl4]。

## 制备
该配合物可由四甲基氯化铵和六水合氯化镍在80 °C反应得到。在水溶液中的反应只能得到褐色的多晶固体。
2 [(CH3)4N]Cl + NiCl2·6H2O → [(CH3)4N]2[NiCl4] + 6 H2O
四甲基氯化铵和氯化镍的无水物在乙醇中按化学计量比反应，沉淀得到该配合物。
2 [(CH3)4N]Cl + NiCl2 → [(CH3)4N]2[NiCl4]↓

## 性质
该配合物和三溴乙酸银在硝基甲烷中反应，生成氯化银沉淀及绿色的[(CH3)4N]2[Ni(O2CCBr3)4]配合物。